# Gérard de Palézieux
Gérard de Palézieux (Vevey, 1919-Veyras, 21 de julio de 2012) fue un pintor y grabador suizo.

## Biografía
Tras seguir los cursos en la Escuela de Bellas Artes de Lausana, trabajó en la Academia de Florencia desde 1939 hasta 1943. Allí encontró a Giorgio Morandi, al que consideró su maestro y del que recibió un valioso influjo. 
Regresó a Suiza en 1943, y fijó la residencia en Veyras, en el cantón del Valais.
Además del manejo especial de la acuarela, ilustró, con dibujos y aguafuertes numerosos libros, como sucede con Philippe Jaccottet. Su trabajo fue recompensado con el premio cultural de Valais de 1996.

## Enlace
- Gérard de Palézieux - étude. Archivado el 26 de octubre de 2010 en Wayback Machine.

- Datos: Q3124423